# Francisco Kaminski
Pour les articles homonymes, voir Kaminski.
Francisco Kaminski (né le 6 décembre 1981 à Santiago), est un journaliste et animateur de télévision chilien.

## Filmographie

### Télévision
| Année     | Programme                  | Rôle                                          | Chaîne         |
| --------- | -------------------------- | --------------------------------------------- | -------------- |
| 2004      | Pasiones                   | Reporter                                      | TVN            |
| 2006-2010 | Mira quién habla           | Reporter / Panéliste                          | Mega           |
| 2011-2013 | Mucho gusto                | Reporter / Panéliste                          | Mega           |
| 2012      | 40 grados                  | Invité                                        | Mega           |
| 2012      | Secreto a voces            | Reporter / Panéliste / Animateur remplacement | Mega           |
| 2013      | Festival Viva Dichato 2013 | Animateur Web-Show                            | Mega           |
| 2013      | Sábado por la noche        | Animateur                                     | Mega           |
| 2013-2014 | A todo o nada              | Animateur                                     | Mega           |
| 2014      | Sin filtro                 | Animateur                                     | Vive! Deportes |
| 2014      | Buenos días a todos        | Invité                                        | TVN            |